# Kapaʻa (Hawaii)
Kapaʻa (deutsch Kapaa, offizieller Name Kapaa Census Designated Place) ist ein Census-designated place im Kauaʻi County im Bundesstaat Hawaii in den Vereinigten Staaten mit 11.652 Einwohnern. 2013 wurde das Siedlungsgebiet als eine der schönsten Städte der Vereinigten Staaten bezeichnet.

## Demographie
Beim Zensus 2020 wurden in Kapaʻa 11.652 Einwohner gezählt, die sich zusammensetzten aus: 40,6 % Weiße, 30,4 % Asiaten, 23,7 % gemischtrassig, 7,2 % Hispanics sowie 4,5 % Hawaiianer und andere pazifische Inselbewohner. Das geschätzte mittlere Haushaltseinkommen 2019 betrug 90.925 US-Dollar, der mittlere Preis eines Einfamilienhauses lag bei 781.602 US-Dollar.

## Geschichte
Kapaʻa entstand 1877 mit der Errichtung der Makee Zuckerfabrik. Sie wurde jedoch schon vier Jahre später stillgelegt, als in Keala eine neue Fabrik eröffnet wurde, aber der Ort blieb. Die Hawaiian Canneries Company errichtete 1913 eine Konservenfabrik für Ananas. Am 22. Dezember 1923 verwüstete ein Feuer die meisten Häuser und Geschäfte im Ort. Sie wurden wieder aufgebaut, es kamen Theater, Kirchen und Gerichtsgebäude hinzu. Während des Zweiten Weltkriegs zogen viele US-Soldaten in die Stadt. Die Geschäfte blühten auf. Im Jahr 1962 stellte die Konservenfabrik den Betrieb ein. Sie war der größte Arbeitgeber der Stadt mit 250 festen und 1500 saisonalen Arbeitsplätzen. Viele Arbeitskräfte fanden in der aufkommenden Tourismusindustrie eine neue Anstellung.

## Geographie

### Geographische Lage
Das Siedlungsgebiet befindet sich im Osten der Insel Kauaʻi. Das United States Census Bureau hat für Kapaʻa eine Gesamtfläche von 25,9 km² ermittelt, wovon 25,3 km² Landfläche und 0,6 km² Wasserfläche sind.

### Geologie
Die Siedlung liegt in einer flachen Küstenebene, die von zahlreichen Gewässern durchzogen ist. Die Sandstrände an der Küste sind ständig der Erosion ausgesetzt, obwohl die Küstenlinie fast vollständig von Riffen umsäumt wird. Kapaʻa liegt in der Gefahrenzone von Tsunamis.

### Ausdehnung des Stadtgebiets
Nördlich wird es vom Fluss Kapaʻa Stream, östlich vom Pazifischen Ozean, südlich vom Wohngebiet der Wailua Homesteads und westlich vom Waldgebiet der Kealia Forest Reserve begrenzt.

### Nachbargemeinden
Im Süden befindet sich die Census-designated places Wailua sowie Wailua Homesteads und im Norden der Census-designated place Anahola.

### Stadtgliederung
Das Siedlungsgebiet besteht aus den Wohnplätzen (Populated Places)
Kapaʻa (⊙), Kapahi (⊙) und Kawaihau (⊙).

### Religionen

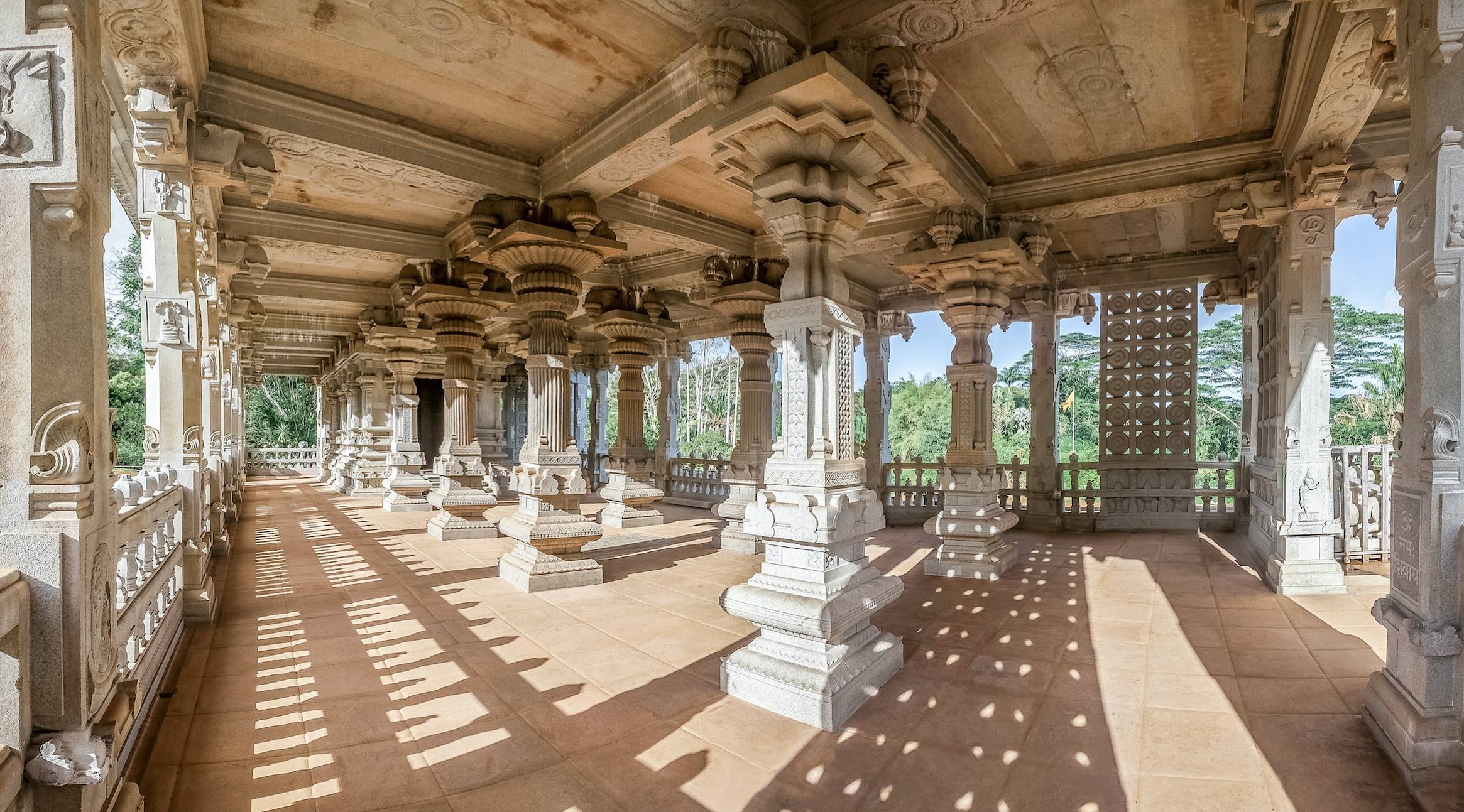
Säulengang im Iraivin Tempel auf dem Gelände des Hindu Klosters

Über das Siedlungsgebiet verteilt finden sich zahlreiche Religionsgemeinschaften, die Saint Catherine Catholic Church (⊙), die Kapaa United Church of Christ (⊙), die Kapaa Seventh Day Adventist Church (⊙),
die First Hawaiian Church of Kapaa (⊙), die Kapaa Assembly of God Church (⊙), die Kapaa Jodo Mission (⊙), die Kapaa Hongwanji Mission (⊙) und etwas außerhalb des Ortes das Kauai Hindu Kloster, das sich auf einem 382-Acre großen Gelände mit zahlreichen üppigen Gärten, Bächen und Teichen erstreckt.

## Kultur und Sehenswürdigkeiten

### Bauwerke

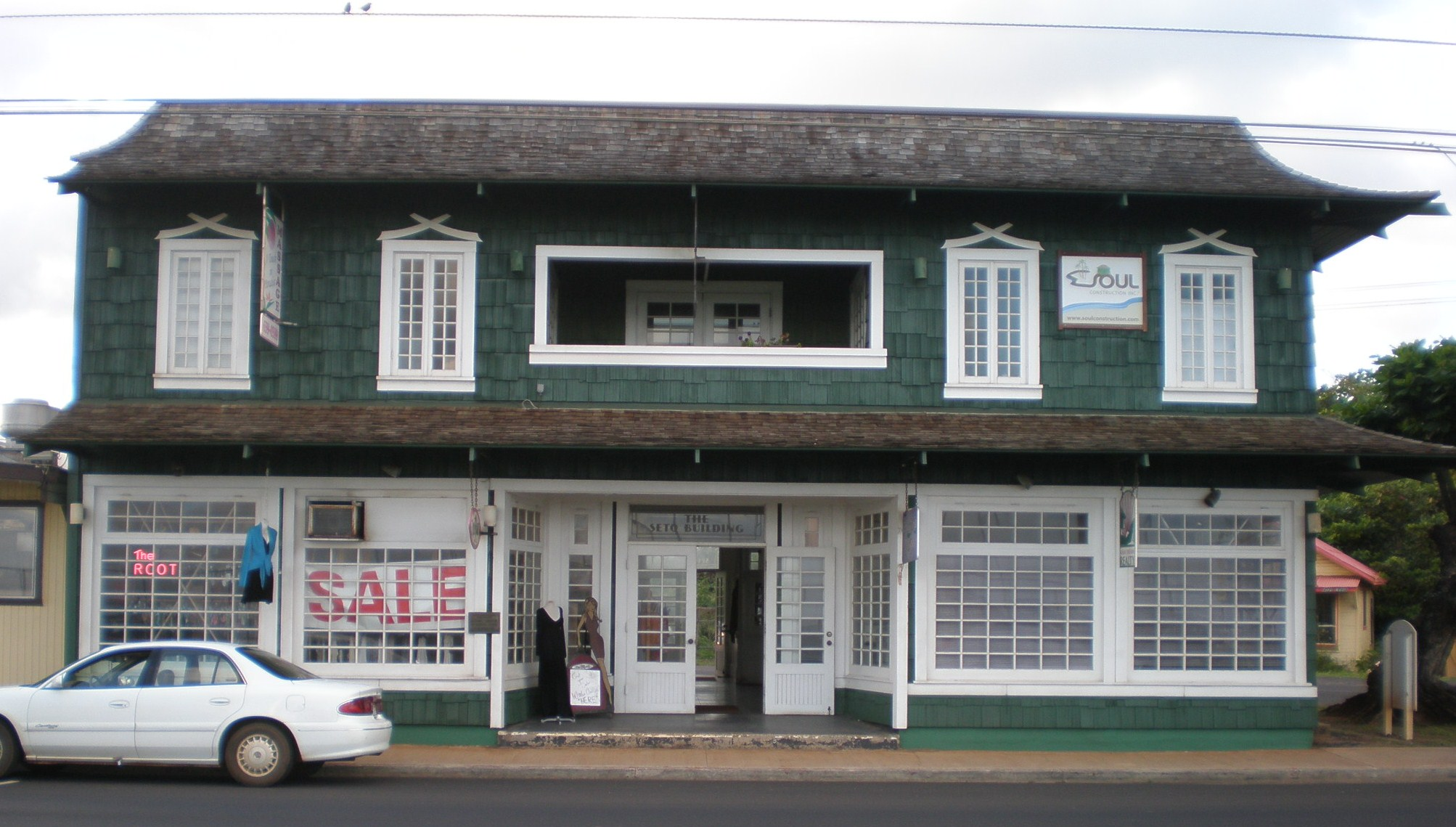
Seto Building – erster moderner Lebensmittelladen mit Kühltechnik von Kauaʻi

Im alten Zentrum von Kapaʻa befindet sich das im National Register of Historic Places (NRHP) als Kulturdenkmal eingetragene Seto Building (⊙). Das aus Holz errichtete Gebäude wurde 1929 als erster Lebensmittelladen mit moderner Kühltechnik auf Kauaʻi errichtet. Der multikulturelle Charakter des Gebäudes zeigt sich in den westlichen Bautechniken, wie den großen Fenstern im Erdgeschoss und den asiatischen Einflüssen, wie dem pagodenähnlichen Dach sowie gekreuzten Schwertern über den Fenstern des Obergeschosses.
Ebenfalls im historischen Zentrum befinden sich die Gebäude der Kawamura Property (⊙). Auf dem vom State of Hawaii – State Historic Preservation (SHPD) als historisch bedeutsam eingestuftem Areal stehen zwei Holzgebäude aus den 1920er-Jahren. Dabei handelt es sich um ein Haus im Plantagenstil und einen Geräteschuppen. Bei dem Ensemble handelt es sich um eine der wenigen erhaltenen Gesamtanlagen.
Unmittelbar an der Kapaʻa Public Library steht die Kapaʻa Stone Lantern (⊙), eine etwa viereinhalb Meter hohe Betonlaterne. Erbaut wurde die Laterne von der japanischen Gemeinde 1915 zum Gedenken an den Russisch-Japanischen Krieg. Während des Zweiten Weltkriegs wurde sie zum Schutz vergraben und erst 1972 wiederentdeckt. 1987 wurde sie wiederaufgestellt und mittlerweile renoviert.
In den Wailua Homestaeds steht die ʻOpaekaʻa Road Bridge, die dort den ʻOpaekaʻa Stream überquert. Sie ist möglicherweise die einzige vorhandene Brücke in den Vereinigten Staaten aus britischer Produktion und eines der wenigen erhaltenen britischen Produkte des 19. Jahrhunderts auf Hawaii.

### Parks

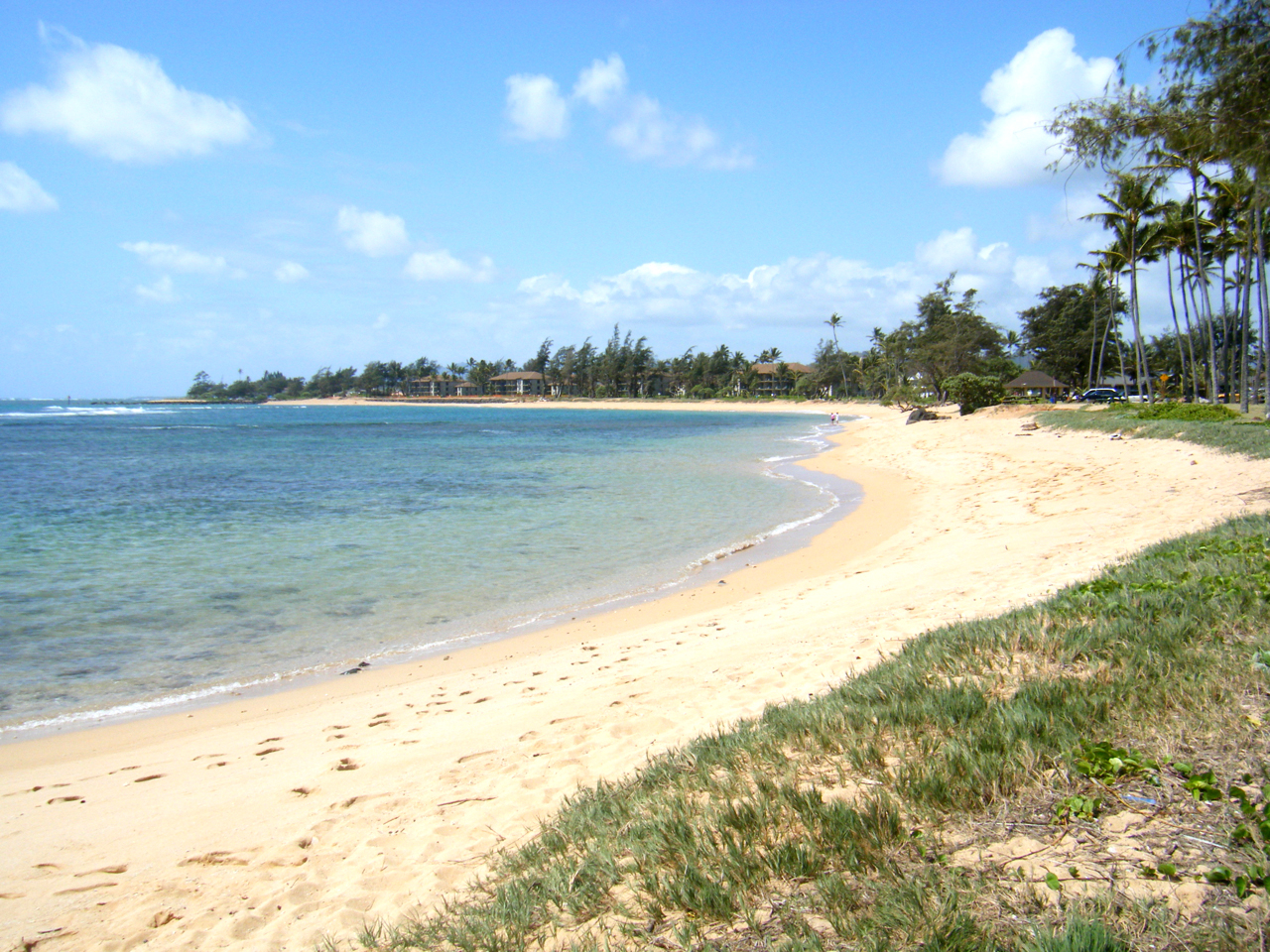
Kapaa Beach Park

Der Kapaʻa Beach Park (⊙) ist ein öffentlich zugänglicher Park am Strand von Kapaʻa mit Pavillons und Picknickmöglichkeiten. Daran schließt südlich der Waipoli Park (⊙) an. Im Landesinnern sind der kleinere Park in Kapaʻa ist der Gore Park (⊙) und der Kapaa New Park (⊙), teilweise auch als Kapaa Town Park bezeichnet, auf dessen Areal sich mehrere Sportanlagen befinden, zu nennen. Auf dem Gebiet des Wohnplatzes Kapahi findet sich der gleichnamige Kapahi Park (⊙) mit Sportanlagen.

### Sport
Neben den Sportfeldern im Kapaʻa New Park und im Kapahi Park befindet sich mit dem Kapaa Swimming Pool (⊙) eine der beiden Freibäder der Insel in Kapaʻa.

### Regelmäßige Veranstaltungen
Im Kapaʻa New Park findet jeden Mittwoch ein Bauernmarkt statt.
Jeden ersten Samstag des Monats findet abends der Old Kapaʻa Town Art Walk statt, bei dem lokale Künstler, Musiker und verschiedene Food Trucks die Straßen säumen.

## Wirtschaft und Infrastruktur
Das Siedlungsgebiet ist geprägt von touristischen Einrichtungen wie Ladengeschäften, Hotels und Resorts und Restaurants. Das in den 1960er-Jahren errichtete Kapaʻa Shopping Center (⊙) vereint eine größere Anzahl von Geschäften und Dienstleistungen an einem Ort.

### Verkehr
Entlang der Küste führt der Kuhio Highway (Highway 56) durch den alten Ortsteil von Kapaʻa. Über das öffentliche Transportnetzwerk The Kauaʻi Bus ist eine Anbindung an Lihue und Hanalei vorhanden.
Als Teil des Projekts Kauai Path führt der 2009 eröffnete Teilabschnitt von Kapaʻa zum Ahihi Point als Rad- und Fußgängerweg die Küste entlang.

### Öffentliche Einrichtungen
Die Kapaʻa Public Library (⊙) ist einer der Standorte des Hawaii State Public Library System. Weitere Einrichtungen sind die Kapaʻa Substation des Kauai Police Departments (⊙) und die Kauai Fire Department Kapaʻa Station (⊙).

### Bildung
Die Bereiche Elementary (Primary) Schools und Secondary Education des staatlichen Schulsystems sind in Kapaʻa durch die Kapaʻa Elementary School
(⊙), die Kapaʻa Middle School (⊙) und die Kapaʻa High School (⊙) abgedeckt. Die St. Catherine School (⊙) ist eine private Elementary School mit katholischer Ausbildung.